# Verbissschutz

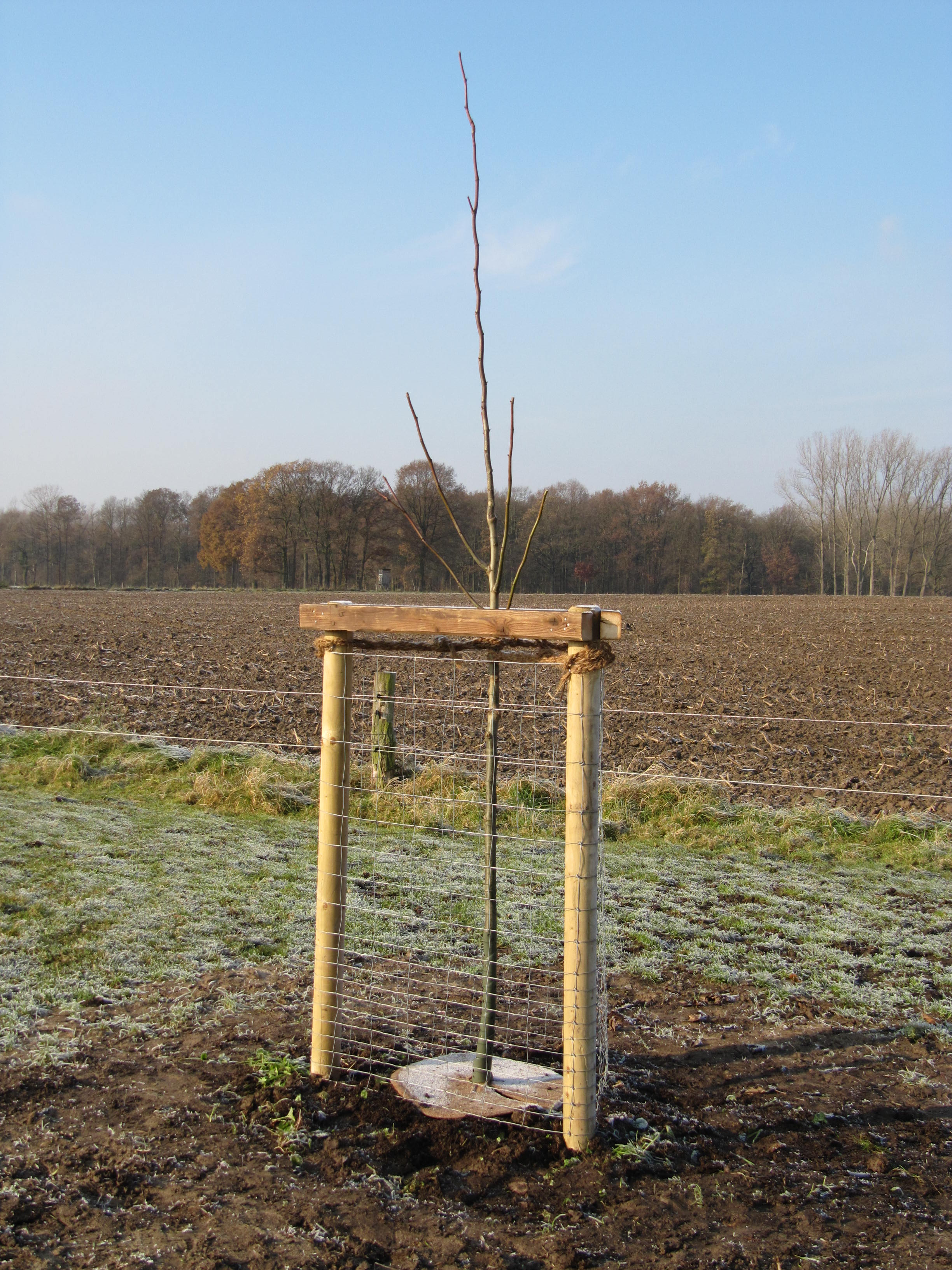
Verbissschutz am Stützgerüst einer frisch gepflanzten Linde

Verbissschutz bezeichnet Mittel zum Schutz von zumeist Pflanzen und Bäumen vor Verbiss durch Wild- und Weidetiere. Unterschieden wird dabei in Schutz der einzelnen Pflanzen und Schutz einer kompletten Fläche von Pflanzen.

## Einzelbaumschutz
Einzelbaumschutz existiert in Form von mechanischen Barrieren (Drahthosen, Wuchshüllen, u. ä.) und chemischer, fraßabschreckender Mittel (z. B. Anstrich mit Blut oder Kot). Mechanisch werden Draht oder Holzgestelle um die Pflanzen benutzt, was eine dauerhafte Wirkung darstellt. Je nach Fraßdruck können für Jungbäume intensivere Maßnahmen notwendig sein:
- Ein (unverzinkter) unten geschlossener Drahtkorb aus Hasendraht mit mindestens 50 cm Durchmesser, unterirdisch gegen Wühlmäuse
- Ein verzinkter, röhrenförmiger Drahtkorb mit ca. 20 cm Durchmesser, oberirdisch gegen Rehe, Schafe, Kaninchen etc.
- Ein Rahmen aus 3 bis 4 Holzpfosten und Latten gegen Rinder und Anfahrschäden mit ca. 1 m Durchmesser
- Der Rahmen muss bei Pferden aufgrund der größeren Reichweite auf 5 m Durchmesser (oder größer) erweitert werden
- Die Latten sollten nicht kurz über dem Boden angebracht werden, da sonst Wildschweine den Rahmen einfach aushebeln (nur Neugier, kein Verbiss), Schafe können bei dieser Anordnung unter Aufsicht hier den Bewuchs kurzhalten
- Ein normaler Maschendraht für den Rahmen, um Rinder vom Stamm abzuhalten und das Aushebeln durch die Rinder zu vermeiden und Schafe bei längerer Einpferchung abzuhalten
- Ein solches Drahtgewebe veranlasst meist auch Landmaschinenfahrer durch Einhaltung eines Sicherheitsabstandes Anfahrschäden zu vermeiden
- Gründliches Freihalten der Stammscheibe, um Feldmäusen keinen geschützten Zugang zu ermöglichen, hier ist andernfalls mit einer Ringelung innerhalb des Drahtkäfigs zu rechnen. Über den Winter können enganliegende Baumschutzspiralen alternativ eingesetzt werden, eine ganzjährige Verwendung führt hier jedoch sehr schnell zu Rindenschäden

Für ältere und stabile Bäume mit dicker Rinde reicht meist eine gutangepasste Drahthose. Die Hose muss hierzu jedoch ungefähr einmal jährlich überprüft werden, um das Einwachsen zu vermeiden. Die Beschädigung von Ästen durch Pferde kann nur verhindert werden, wenn zeitlebens eine entsprechende groß dimensionierte Umbauung besteht.

## Einzäunung kompletter Pflanzenflächen
Grundsätzlich ist eine komplette Einzäunung von z. B. Obstflächen aus ökologischen und juristischen Gründen kritisch zu sehen. Grund dafür ist der Entzug von Lebensraum für Wildtiere und Gefährdung von Vogelarten durch Zaundrähte. Im Gegenzug dazu werden Obstflächen u. a. mit portablen Elektrozäunen zum Koppeln von Weidetieren benutzt. Dies wird oft mit dem Einzelbaumschutz kombiniert.